# Onigiri

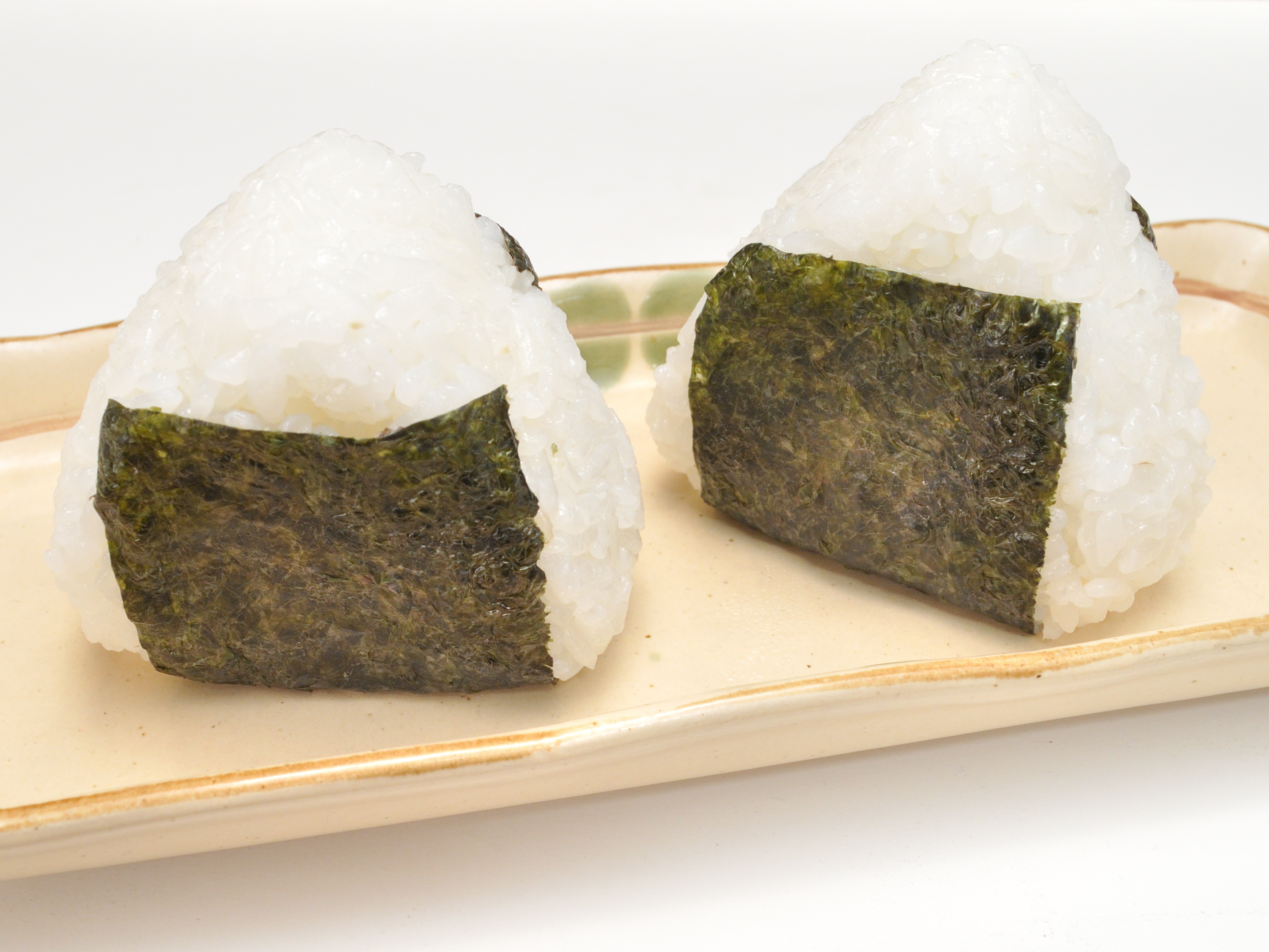
Onigiri

O-nigiri (お握り hay là 御握り; おにぎり), còn gọi là o-musubi (お結び; おむすび), nigirimeshi (握り飯; にぎりめし) là cơm nắm của người Nhật. Nó thường có hình tam giác hoặc bầu dục và được phủ (hoặc gói) bằng rong biển (nori). Theo truyền thống, onigiri có chứa umeboshi (mơ muối), shake (cá hồi muối), katsuobushi hay các thành phần được muối hay chua khác. Onigiri vừa có tính cơ động, vừa tiện lợi trong việc bảo quản cơm.

## Lịch sử

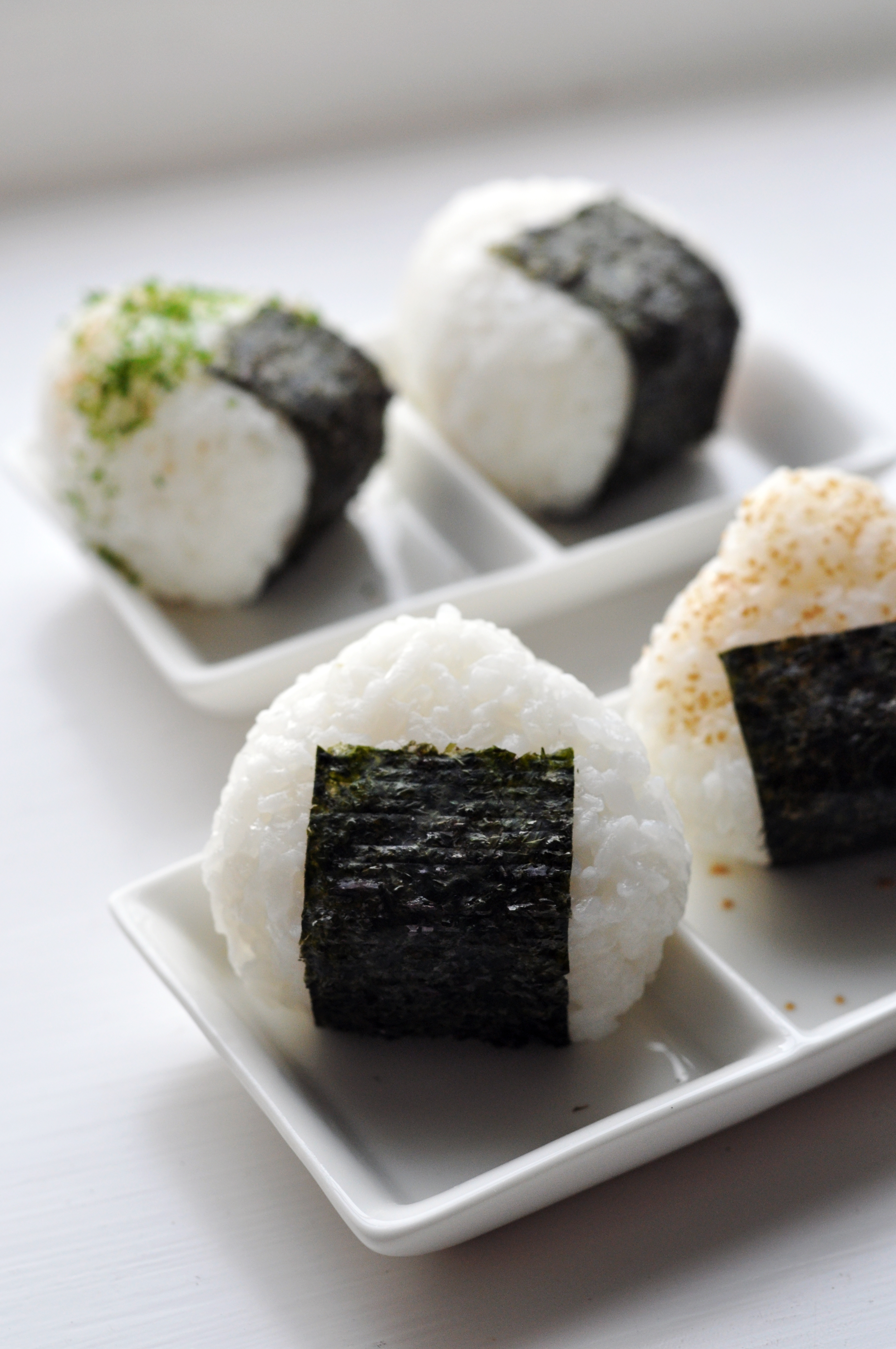
Onigiri

Các tài liệu viết vào khoảng những năm 1600 cho thấy nhiều samurai giữ cơm nắm bọc trong lá tre để dùng cho bữa trưa ăn nhanh vào lúc chiến tranh, nhưng nguồn gốc của onigiri có từ lâu trước đó. Trước khi việc dùng đũa phổ biến vào thời kì Nara, cơm được nắm thành nắm nhỏ để dễ cầm. Vào thời kì Heian, cơm cũng được nắn thành hình tứ giác nhỏ để dễ xếp chồng lên nhau trên đĩa và dễ ăn.
Từ thời kì Kamakura đến đầu thời kì Edo, onigiri được dùng trong bữa ăn nhanh. Điều này có ý nghĩa vì đầu bếp chỉ cần nghĩ làm thế nào để làm đủ onigiri mà không cần lưu tâm đến việc phục vụ. Onigiri lúc bấy giờ chỉ là nắm cơm có rắc muối. Việc thêm nori vào onigiri chỉ trở nên rộng rãi kể từ thời kì Meiji khi nori được trồng và làm thành tấm mỏng phổ biến.
Trước đây người ta cho rằng onigiri không thể được sản xuất với máy móc vì kĩ thuật nắn thành nắm quá khó để máy móc có thể thực hiện được. Vào những năm 1980, máy làm onigiri hình tam giác được chế tạo. Lúc đầu nó đã phải đương đầu với những người hoài nghi nhờ vào việc thay vì cuộn phủ thứ được thêm vào, thứ thêm vào này chỉ cần được đặt vào lỗ trong onigiri và lỗ này được nori che phủ. Thêm vào đó, onigiri làm bằng máy này luôn được bọc sẵn nori, và sau một thời gian nori trở nên ẩm và dính. Lối bao bọc đã được cách tân bằng cách cho phép nori được bọc riêng biệt với cơm. Vào lúc dùng, người ăn có thể mở gói nori và bọc lên onigiri. Việc thành phần thêm vào onigiri được lắp vào thay vì được cuộn bọc, vốn là một hạn chế, nhưng lại làm cho việc thay đổi thành phần được dễ dàng.

## Tính sẵn có
Ở Nhật Bản hầu hết các cửa hàng tiện dụng (convenience store) đều có bán onigiri với nhiều loại thành phần. Các cửa hàng chuyên biệt, gọi là Onigiri-ya, cung cấp cơm nắm làm bằng tay.
Ngày nay, do ẩm thực phương Tây du nhập vào Nhật Bản nên người Nhật có món cơm nắm kiểu sandwich có tên Onigirirazu (おにぎらず). Ở Hàn Quốc, onigiri được gọi là samgak kimbap (삼각김밥).

## Hình ảnh

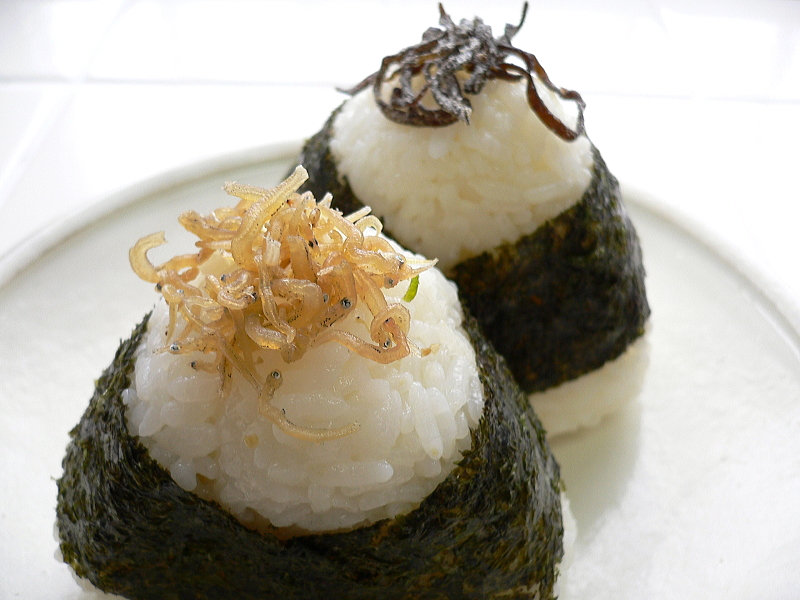
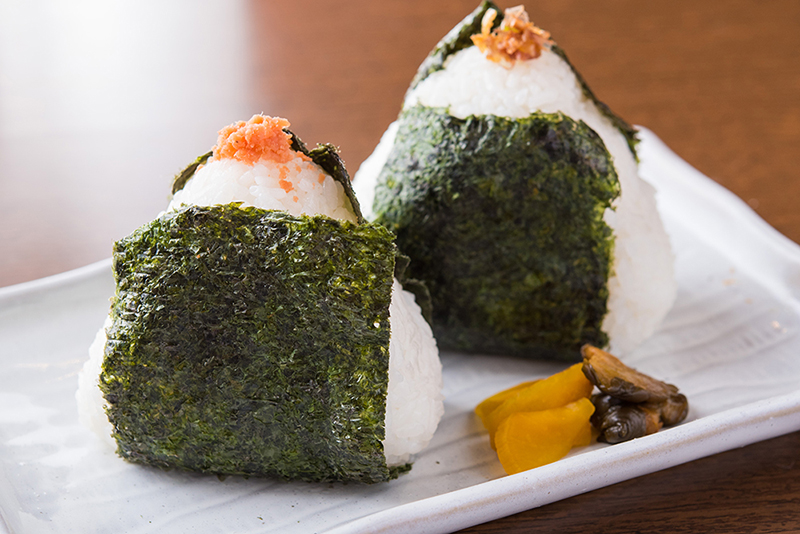
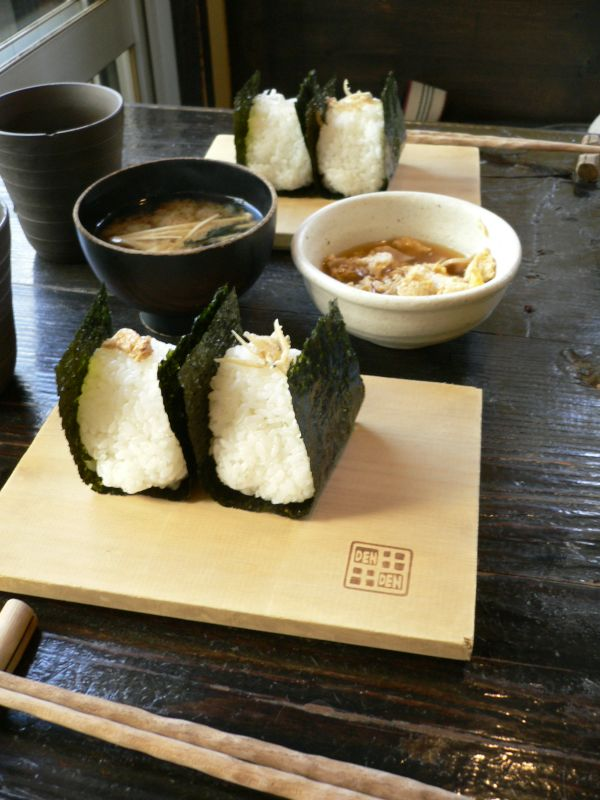
Phục vụ tại nhà hàng
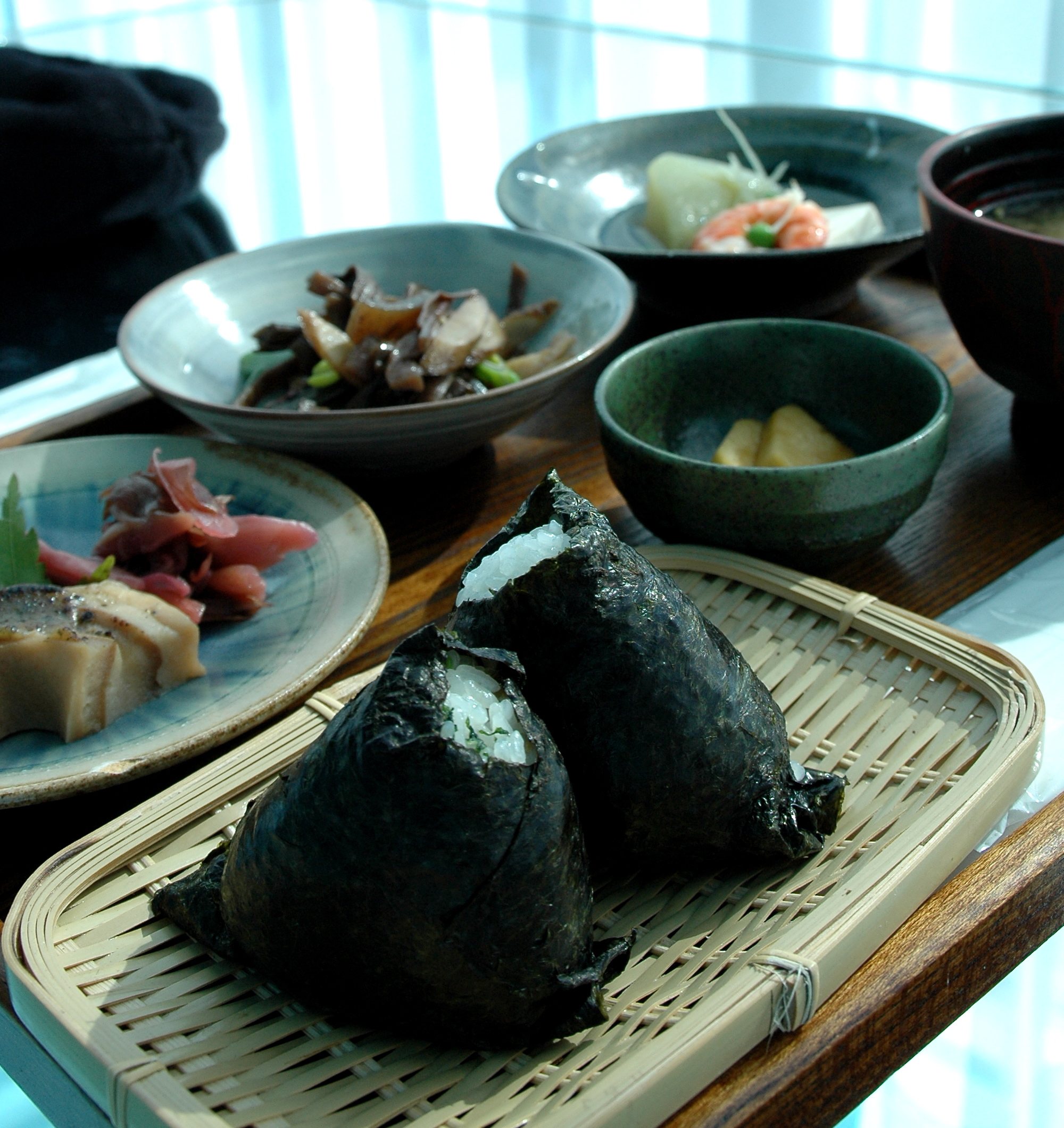
Cơm trưa Onigiri
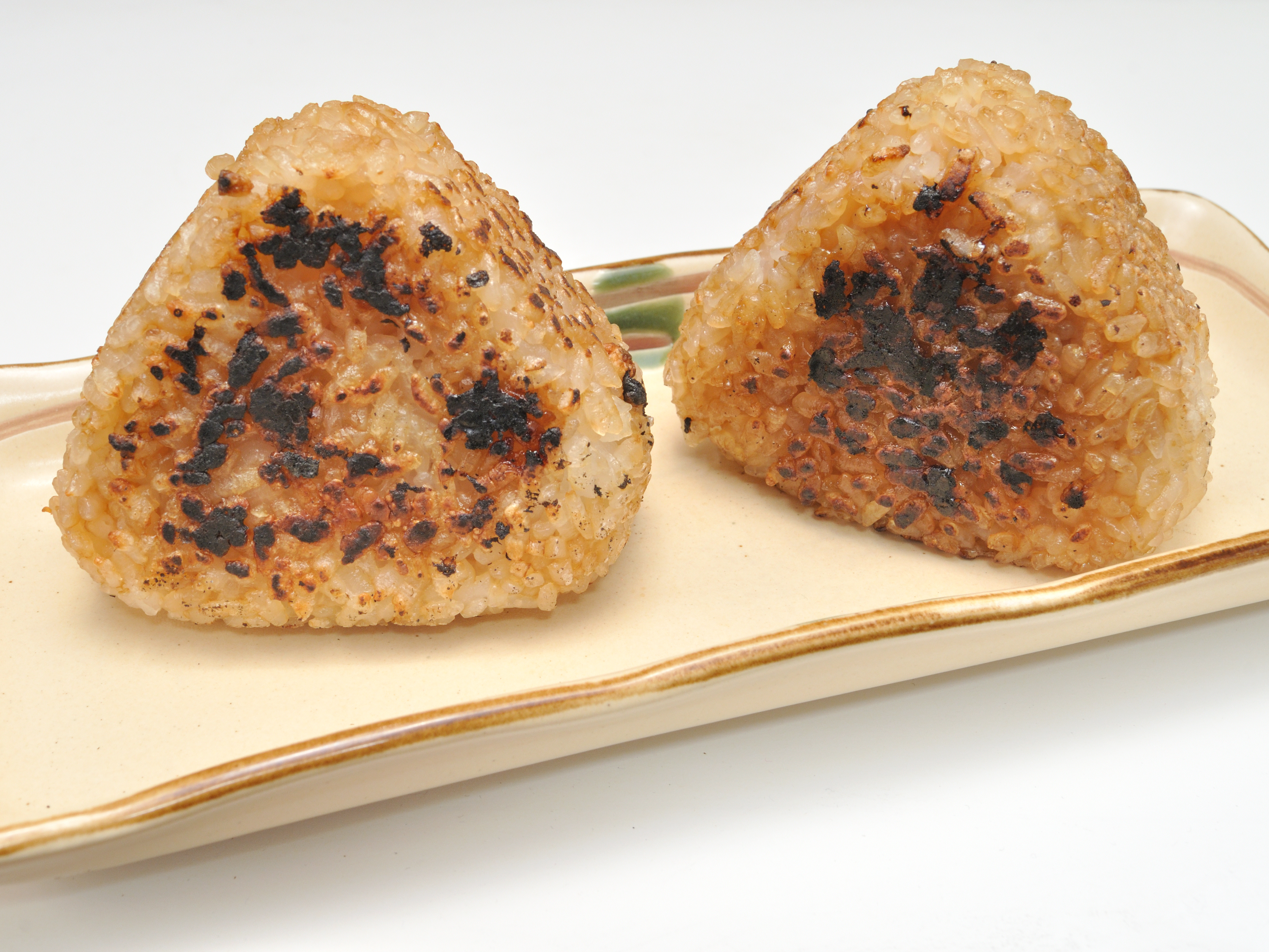
Yaki-onigiri (Onigiri chiên rán)
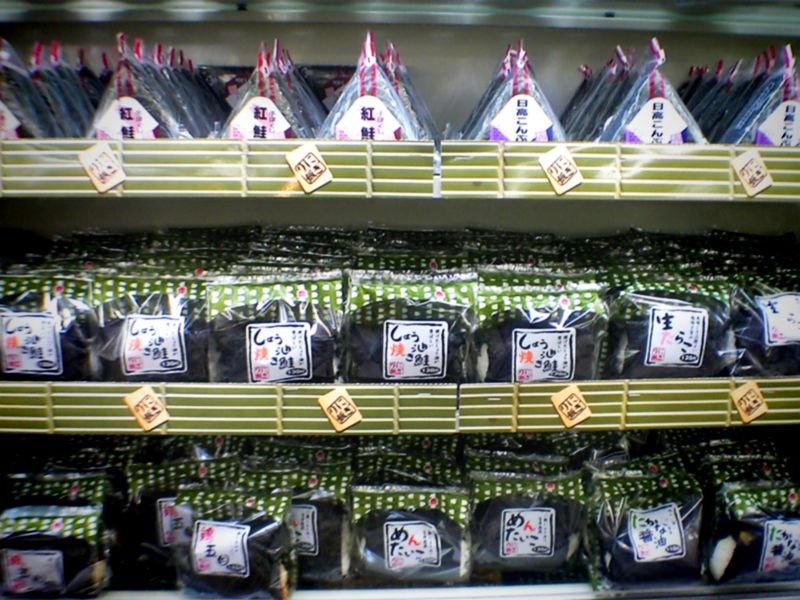
Đóng gói và bán tại cửa hàng